# Mertzig
Mertzig (luxemburguès Mäerzeg, alemany Mertzig) és una comuna i vila al nord-est de Luxemburg, que forma part del cantó de Diekirch. Fou creada el 1874 com a escissió de Feulen.

## Població
| Nacionalitat   | Població | %      |
| -------------- | -------- | ------ |
| luxemburguesos | 1.048    | 72,83% |
| Forasters      | 391      | 27,17% |
| - portuguesos  | 208      | 14,45% |
| - francesos    | 26       | 1,81%  |
| - italians     | 56       | 3,89%  |
| - belgues      | 35       | 2,43%  |
| - alemanys     | 12       | 0,83%  |
| - iugoslaus    | 7        | 0,49%  |
| - altres       | 47       | 3,27%  |

## Evolució demogràfica
| Any        | Població |
| ---------- | -------- |
| 15/02/2001 | 1.439    |
| 01/01/2002 | 1.476    |
| 01/01/2003 | 1.528    |
| 01/01/2004 | 1.499    |
| 01/01/2005 | 1.534    |